# Rivera (Buenos Aires)
Pour les articles homonymes, voir Rivera.
Rivera est une localité dans la province de Buenos Aires, en Argentine. Elle est située dans le partido d'Adolfo Alsina.

## Géographie
Rivera se situe à 520 km au sud-ouest de Buenos Aires et à 43 km à l'ouest de Carhué, chef-lieu du partido. Rivera est proche de la frontière entre la province de Buenos Aires et la province de La Pampa (environ 13 km). Aucun cours d'eau ne traverse Rivera, cependant on trouve plusieurs lagunes autour de la localité.

### Transports
Rivera est reliée à Carhué et Macachín par la route provinciale 60 et à Pigüé par la route provinciale 67. La localité tient aussi une liaison ferroviaire de fret avec Salliqueló, Catriló, Darregueira et Rolón via le Chemin de fer Domingo Faustino Sarmiento (lignes Carhué-Rivera-Doblas, Salliqueló-Rivera et Huinca Renancó-General Pico-Catriló-Darregueira). Elle tenait aussi une liaison ferroviaire avec Carhué, mais elle fut détruite.

## Histoire
La colonie a été fondée par des juifs d'Europe de l'Est persécutés par Nicolas II de Russie. Ces derniers ont fui vers d'autres parties du monde, certains vers l'Argentine. À cette époque, la Jewish Colonization Association achetait des terrains en Argentine pour installer familles chassées par les pogroms. Les terres de Rivera appartenaient à un Français, Antonio Leloir, qui les vendit à la JCA, le 30 novembre 1904. Durant les années qui suivent, des lots de 150 ha sont attribués à 70 familles, qui arrivèrent en avril 1905. En 1908, la gare de Rivera est inaugurée, lançant la croissance de la localité, qui en 1909, atteignait déjà 1 320 hab.

## Population et société
Rivera comptait 3 217 habitants en 2010. Elle dispose d'une délégation municipale, représentée par Walter Felsinger.
On trouve plusieurs écoles et un hôpital à Rivera, l'hôpital Noé Yarcho. Il y a aussi une synagogue et une église sous le vocable de Santa Teresita del Niño Jesús (Sainte Thérèse de l'Enfant-Jésus) dans le centre-ville. 

## Économie
L'économie de Rivera est surtout rurale, mais l'on trouve une zone commerciale s'étendant sur les rues Colonizadores et Barón Hirsch.

## Sports

### Football
On trouve un club de football à Rivera: le Club Atlético Independiente Rivera. Il y a aussi une association sportive, le Club Deportivo Rivera. Ces deux clubs ont leur propre stade, respectivement au sud et au nord de la localité.

## Lieux et monuments
- Plaza Rivera surmontée d'un monument (Monumento al Colonizador).

## Personnalités
- Noé Jitrik (1928-2022), écrivain argentin.